# Чжао Цзін
Чжао Цзін (кит. 赵菁, пін. Zhào Jīng, 31 грудня 1990) — китайська плавчиня, олімпійська медалістка.

## Виступи на Олімпіадах
| Олімпіада  | Дисципліна                      | Місце |
| ---------- | ------------------------------- | ----- |
| Пекін 2008 | плавання на 100 метрів на спині | AC    |
| Пекін 2008 | плавання на 200 метрів на спині | 10    |
| Пекін 2008 | комплексна естафета 4 × 100     | 3     |